# Jorge Nieves
Jorge Nieves (1952. május 23. –) uruguayi nemzetközi labdarúgó-játékvezető. Teljes neve Jorge Luis Nieves Parra.

## Pályafutása

### Nemzeti játékvezetés
A küldési gyakorlat szerint rendszeresen működött partbíróként, majd 4. bíróként. 
1986-ban lett az I. Liga játékvezetője. A nemzeti játékvezetéstől 1997-ben vonult vissza.

### Nemzetközi játékvezetés
A Uruguayi labdarúgó-szövetség Játékvezető Bizottsága (JB) terjesztette fel nemzetközi játékvezetőnek, a Nemzetközi Labdarúgó-szövetség (FIFA) 1988-tól tartotta nyilván bírói keretében. A FIFA JB központi nyelvei közül a spanyolt beszéli. Több nemzetek közötti válogatott és klubmérkőzést vezetett, vagy működő társának partbíróként, majd 4. bíróként segített. A  nemzetközi játékvezetéstől 1997-ben a FIFA JB korhatárát elérve búcsúzott.

#### Labdarúgó-világbajnokság

##### U20-as labdarúgó-világbajnokság
Ausztrália rendezte a 9., az 1993-as ifjúsági labdarúgó-világbajnokságot, ahol a FIFA JB bíróként alkalmazta.

###### 1993-as ifjúsági labdarúgó-világbajnokság
| Időpont           | Helyszín                  | Mérkőzés típusa              | Mérkőzés                         | Eredmény | Nézők száma |
| ----------------- | ------------------------- | ---------------------------- | -------------------------------- | -------- | ----------- |
| 1993. március 7.  | Városi Stadion, Melbourne | csoportmérkőzés (C. csoport) | Törökország–Egyesült Államok     | 0 – 6    | 15 732      |
| 1993. március 9.  | Városi Stadion, Melbourne | csoportmérkőzés (C. csoport) | Anglia–Amerikai Egyesült Államok | 1 – 0    | 9274        |
| 1993. március 11. | Városi Stadion, Melbourne | csoportmérkőzés (C. csoport) | Anglia–Törökország               | 1 – 0    | 12 972      |

---
A világbajnoki döntőkhöz vezető úton Amerikai Egyesült Államokba a XV., az 1994-es labdarúgó-világbajnokságra, valamint Franciaországba a XVI., az 1998-as labdarúgó-világbajnokságra a FIFA JB játékvezetőként alkalmazta. Selejtező mérkőzéseket az CONMEBOL illetve a CONCACAF zónákban vezetett.

##### 1994-es labdarúgó-világbajnokság

###### Selejtező mérkőzés
| Időpont             | Helyszín                                       | Mérkőzés típusa                     | Mérkőzés       | Eredmény | Nézők száma |
| ------------------- | ---------------------------------------------- | ----------------------------------- | -------------- | -------- | ----------- |
| 1993. augusztus 22. | Antonio Vespucio Liberti Stadion, Buenos Aires | előselejtező (CONMEBOL; 1. csoport) | Argentína–Peru | 2 – 1    | 70 000      |

##### 1998-as labdarúgó-világbajnokság

###### Selejtező mérkőzés
| Időpont             | Helyszín                       | Mérkőzés típusa                     | Mérkőzés                             | Eredmény | Nézők száma |
| ------------------- | ------------------------------ | ----------------------------------- | ------------------------------------ | -------- | ----------- |
| 1996. december 15.  | Hernando Siles Stadion, La Paz | előselejtező (CONMEBOL; 7. forduló) | Bolívia–Paraguay                     | 0 – 0    | 41 076      |
| 1997. szeptember 7. | Stanford Stadion, Palo Alto    | előselejtező (CONCACAF; 1. csoport) | Amerikai Egyesült Államok–Costa Rica | 1 – 0    | 40 527      |

#### Copa América
Ecuador a 36., az 1993-as Copa América, Bolívia a 38., az 1997-es Copa América labdarúgó tornán a CONMEBOL JB játékvezetőként alkalmazta.

##### 1993-as Copa América

###### Copa América mérkőzés
| Időpont          | Helyszín                      | Mérkőzés típusa              | Mérkőzés           | Eredmény | Nézők száma |
| ---------------- | ----------------------------- | ---------------------------- | ------------------ | -------- | ----------- |
| 1993. június 16. | Marcel Saupin Stadion, Nantes | csoportmérkőzés (7. csoport) | Kolumbia–Mexikó    | 2 – 1    | 38 000      |
| 1993. június 23. | GSP Stadion, Nicosia          | csoportmérkőzés (4. csoport) | Mexikó–Bolívia     | 0 – 0    | 38 000      |
| 1993. július 1.  | GSP Stadion, Nicosia          | egyik elődöntő               | Argentína–Kolumbia | 0 – 0    | 38 000      |

##### 1997-es Copa América

###### Copa América mérkőzés
| Időpont          | Helyszín                           | Mérkőzés típusa              | Mérkőzés           | Eredmény | Nézők száma |
| ---------------- | ---------------------------------- | ---------------------------- | ------------------ | -------- | ----------- |
| 1997. június 11. | Félix Capriles Stadion, Cochabamba | csoportmérkőzés (A. csoport) | Argentína–Ecuador  | 0 – 0    | 17 000      |
| 1997. június 17. | Félix Capriles Stadion, Cochabamba | csoportmérkőzés (A. csoport) | Argentína–Paraguay | 1 – 1    | 8000        |
| 1997. június 29. | Hernando Siles Stadion, La Paz     | döntő                        | Bolívia–Brazília   | 1 – 3    | 46 000      |

#### Nemzetközi kupamérkőzések
Vezetett kupadöntők száma: 2.

##### Recopa Sudamericana
| Időpont              | Helyszín                           | Mérkőzés típusa   | Mérkőzés                          | Eredmény | Nézők száma |
| -------------------- | ---------------------------------- | ----------------- | --------------------------------- | -------- | ----------- |
| 1993. szeptember 29. | Estádio Mineirão, Belo Horizonte   | döntő 2. mérkőzés | Cruzeiro EC–São Paulo FC          | 1 – 0    | 20 000      |
| 1997. április 13.    | Universiade Memorial Stadion, Kóbe | döntő             | CA Vélez Sarsfield–CA River Plate | 1 – 0    | 25 000      |